# CD-RW
CD-RW (Compact Disc-ReWritable, Перезаписуваний компакт-диск) — різновид компакт-диску (CD), розроблений в 1997 році для багаторазового запису інформації.
Різниця між CD-R і CD-RW полягає в тому, що диски CD-RW можуть бути стерті й повторно записані, у той час як на дисках CD-R можливий тільки однократний запис. В іншому CD-RW використовуються так само, як і диски CD-R
.
Технологія запису інформації на CD-RW-диски дещо відрізняється від CD-R. Приводи CD-RW використовують технологію зміни фази. Замість створення «пухирців» і деформацій записуваного шару барвника, стан матеріалу в записуваному шарі змінюється із кристалічної на аморфний.